# Agrément des architectes de la Reconstruction
L’agrément des architectes de la Reconstruction désigne la procédure d’agrément des architectes instaurée par le ministère de la Reconstruction et de l'Urbanisme français après la Seconde Guerre mondiale afin d’organiser et de contrôler la reconstruction des villes détruites. Il est accordé durant la période qui s’étend de 1941 à 1965.

## Histoire
L’agrément est institué par le ministère de la Reconstruction et de l'Urbanisme (MRU) pour réguler l’accès des architectes aux marchés de la reconstruction financés par l’État, qu'il s’agisse de bâtiments publics ou de travaux pour les associations de sinistrés, dans le cadre des dommages de guerre après la Seconde Guerre mondiale. Outre des architectes, des ingénieurs, des géomètres ou des coopératives de construction ont également obtenu cet agrément, sous réserve qu’ils aient été inscrits à l’ordre des architectes français, instauré en 1940.
L’agrément est tout d’abord décerné par le Commissariat de la Reconstruction immobilière, de 1940 à 1944, puis par une commission dédiée du MRU à partir de 1945. Celle-ci distingue différents niveaux d’agréments déterminant les types de travaux auxquels les architectes ont accès. Si la catégorie TF, « très favorable », donne lieu au titre d’architecte en chef et accès à l’ensemble du territoire national, l’agrément F1, « architecte de talent », permet à un architecte d’étendre son activité à d’autres départements que celui où est installée son agence. Les catégories F2, « architecte courant », F3, « architecte passable », FD, « architecte débutant », ou FC, « favorable collaborateur », sont plus restrictives. Ce système a permis d’éliminer les entreprises peu habituées ou structurées à la gestion de grands chantiers, permettant la mutation d’une profession sortant de l’artisanat vers l’industrialisation.
Des architectes tels que Fernand Pouillon, Pol Abraham ou Paul Tournon ont obtenu cet agrément, parmi les 12 000 dossiers recueillis par les Archives nationales. 